# Комиссия Аграната
В результате Войны Судного дня, начавшейся 6 октября 1973 года после неожиданного нападения Египта и Сирии, Израиль понёс тяжёлые людские и материальные потери. Для расследования готовности Израиля к этой войне была создана государственная следственная комиссия, получившая название «Комиссия Аграната».

## Комиссия
18 ноября 1973 года правительство уполномочило председателя Верховного суда Шимона Аграната составить следственную комиссию, которая проведёт расследование и предоставит правительству отчёт о решениях, принятых военными и гражданскими должностными лицами на основании существовавшей накануне войны информации. Комиссия была составлена из её председателя, судьи Шимона Аграната, и членов комиссии: судьи Верховного суда Моше Ландау, госконтролёра д-ра Ицхака Небенцаля, генерал-лейтенанта (в отставке) Игаэля Ядина и генерал-лейтенанта (в отставке) Хаима Ласкова.
1 апреля 1974 года был опубликован первый предварительный отчёт комиссии Аграната. Комиссия возложила ответственность за неготовность к войне на руководства армии и военной разведки.

В результате выводов комиссии были уволены начальник Генерального штаба Давид Элазар, командующий Южным военным округом генерал Шмуэль Гонен, глава военной разведки (АМАНа) Эли Зеира и его заместитель Арье Шалев. Подполковника Бендмана, руководителя отдела Египта в «АМАН» (отдел «Анаф-6») и подполковника Гедалию, отвечавшего за разведку в Южном военном округе было не рекомендовано использовать на должностях, связанных с разведкой.

Комиссия не указала на какие-либо изъяны в действиях министра обороны Моше Даяна и премьер-министра Голды Меир. Тем не менее, публикация отчёта усилила общественный протест, вызванный недостаточной готовностью к войне, и 11 апреля 1974 года Голда Меир объявила об отставке правительства.
Окончательный (третий) отчёт был завершён 30 января 1975 года, однако его значительная часть подлежала публикации только после 30 лет. В отчёте упоминалось, что «Моссад» получил своевременное предупреждение о намерении Египта напасть на Израиль 6 октября, однако категорическое мнение военной разведки о том, что такого нападения не будет, оказало ослепляющее воздействие как на руководство «Моссад», так и на политическое руководство страны.
В 1995 году была разрешена публикация всех отчётов комиссии, за исключением примерно 50 страниц, которые остаются засекреченными. В 2008 году было решено снять секретность с большей части протоколов комиссии, содержавших свидетельские показания Давида Элазара, Моше Даяна, Ариэля Шарона, Шмуэля Гонена и некоторых других должностных лиц. В феврале 2012 года отчёт комиссии был опубликован на сайте Архива Армии обороны Израиля и системы безопасности.
12 сентября 2013 года — через 40 лет после Войны Судного дня — были опубликованы свидетельские показания премьер-министра Голды Меир. Премьер-министр объяснила комиссии, что она недостаточно хорошо разбиралась в военных проблемах. Она совершила ошибку, когда воздержалась от мобилизации резервистов, однако против мобилизации были министр обороны, начальник Генштаба и все министры, и она не могла вступать в конфликт с главой АМАНа и начальником Генштаба. Меир также отметила, что не сожалеет о том, что не приняла решения об упреждающем ударе против Египта и Сирии, так как это вызвало бы международную критику и
поставило бы под угрозу получение американской военной помощи посредством воздушного моста.
После публикации показаний Голды Меир доктор Хаим Шайн выступил с резкой критикой премьер-министра. Согласно его мнению, Меир не обладала необходимыми качествами для исполнения этой должности, не понимала экзистенциальных проблем Израиля и была выдвинута на эту должность по партийным соображениям. Военные руководители государства не уважали её мнение и иногда воздерживались от передачи ей важной информации. Позиция министра обороны и преувеличенная самоуверенность главы АМАНа повлияли на её способность принимать важные решения.

## Публикация протоколов комиссии
В конце октября 2013 года впервые были рассекречены и опубликованы показания министра обороны Моше Даяна комиссии Аграната.
На вопрос комиссии, почему не была объявлена мобилизация резервистов, он ответил, что целиком положился на мнение начальника Генерального штаба ЦАХАЛа генерала Давида Элазара. По словам Моше Даяна, доклады спецслужб — Моссада и военной разведки АМАН были противоречивыми, а Элазар полагал, что, концентрируя войска на границе с Израилем, Египет проводит манёвры. Соответственно, было достаточно причин воздержаться от мобилизации. «Если бы мы сделали это первыми без достаточных оснований, нас бы обвинили в агрессии против арабских стран», — заявил Моше Даян. На вопрос, не руководствовался ли он, оттягивая мобилизацию резервистов, соображениями предвыборного характера, Моше Даян ответил:
Я положился на него. Он — начальник Генштаба, он не мой личный водитель. Он должен был мне сказать: господин министр, давайте мобилизуем резервистов. Но он этого не сказал. А без него я не решился принять на себя такую ответственность.

## Реализация рекомендаций комиссии
В соответствии с рекомендациями комиссии спецслужбы стали уделять повышенное внимание арабским странам и проверке достоверности получаемой информации. Ещё одним следствием стал «синдром Судного дня», когда разведка до самой последней минуты не верила в мирные намерения Анвара Садата перед заключением Кемп-Девидского соглашения. Накануне его визита в Израиль в ноябре 1977 года армия была приведена в полную боеготовность, поскольку в Израиле существовал массовый страх перед очередным внезапным нападением.
Кроме того, для дополнительной оценки разведданных в Министерстве иностранных дел был создан Центр политических исследований, а в 1999 году при канцелярии премьер-министра — Совет национальной безопасности в качестве отдельного консультативного правительственного органа в области безопасности.